# Scamboneura hirtisternata
Scamboneura hirtisternata är en tvåvingeart som beskrevs av Alexander 1930. Scamboneura hirtisternata ingår i släktet Scamboneura och familjen storharkrankar. Inga underarter finns listade i Catalogue of Life.